# Ray Finch
Raymond Finch (Liverpool, 2 giugno 1963) è un politico britannico del Partito per l'Indipendenza del Regno Unito e in seguito del Partito della Brexit. È stato europarlamentare dal 2014 al 2019.

## Biografia
Ingegnere di professione, ha lavorato per 20 anni in un'azienda che installa televisioni via cavo. È stato membro del Partito per l'Indipendenza del Regno Unito, in cui divenne assistente di Nigel Farage. È diventato consigliere della contea dell'Hampshire e nel 2010 ha corso senza successo per la Camera dei comuni.
Alle elezioni europee del 2014, ha ottenuto il mandato di europarlamentare nella VIII legislatura con l'UKIP. Durante il suo mandato, si trasferì nel nuovo Partito della Brexit.